# Abdelkader Hachlaf
Abdelkader Hachlaf, född den 3 augusti 1978, är en marockansk friidrottare som tävlar i medeldistanslöpning och hinderlöpning.
Hachlafs genombrott kom när han vann guld vid Medelhavsspelen 2001 på 1 500 meter. Samma år deltog han vid VM i Edmonton där han slutade åtta på 1 500 meter. 
Under 2002 blev han bronsmedaljör vid afrikanska mästerskapen i friidrott på 1 500 meter. Han blev även bronsmedalör vid VM-inomhus på 1 500 meter. Samma år var han i final på 3 000 meter hinder vid VM i Paris och slutade då på en trettonde plats.
Under 2004 stängdes han av i två år för dopingbrott och har tillbaka till VM i Osaka 2007 där han var i final i hinderlöpning och slutade på nionde plats. Han var även i final vid Olympiska sommarspelen 2008 och slutade först på en femtonde plats.

## Personliga rekord
- 1 500 meter - 3:33,59
- 3 000 meter hinder - 8:08,78